# Kameda Seiji
Kameda Seiji (亀田 誠治 Kameda Seiji, Quy Điền Thành Trị) là một nhà sản xuất, nhạc sĩ hòa thanh, nhạc công của Nhật Bản. Ông cũng đã chơi guitar bass trong ban nhạc Tokyo Jihen.

## Tiểu sử
Ông sinh ra tại New York, Mĩ; năm lên 3 tuổi, ông bắt đầu chơi piano cùng hai người chị ruột. Năm 1970, ông chuyển đến Osaka, Nhật Bản và một năm sau học tại trường Chisato Elementary. Đến năm 1975, ông bắt đầu học chơi guitar.
Năm 1976, ông chuyển tới Tokyo. Năm 1987, ông tốt nghiệp trường đại học Waseda. Một năm sau, ông bắt đầu sự nghiệp sản xuất nhạc của mình. Kể từ đó tới nay, ông đã sản xuất cho các ban nhạc như Do As Infinity, Spitz, Plastic Tree...
Vì Kameda được mời bởi Shiina Ringo, ông tham gia Tokyo Jihen.

## Sản xuất bởi Kameda Seiji
Dưới đây là các ca sĩ và nhóm nhạc Nhật Bản được sản xuất bởi Kameda Seiji:
| - Ayaka - Chara - Hamasaki Ayumi - Hirahara Ayaka - Hirai Ken - Hirosawa Tadashi - Koda Kumi - Kōda Mariko - Shiina Ringo - Soma Hiroko - Suga Shikao - Tange Sakura - Tetsu69 (L'Arc-en-Ciel) - Yuki Isoya (Judy and Mary) | - 175R - Charcoal Filter - Checkicco - Clammbon - Coco - Do As Infinity - Every Little Thing - FLOW - L'Arc~en~Ciel - Merengue - Natural High - Pierrot - Plastic Tree - Sekaiichi - Sophia - Spitz - Yamaarashi |